# Atelier Amaro
Atelier Amaro – restauracja w Warszawie, działająca w latach 2011–2020. Jej założycielem i szefem kuchni był Wojciech Modest Amaro. Była pierwszą restauracją w Polsce posiadająca gwiazdkę Michelin, uzyskaną wiosną 2013. Utrzymała ją przez kolejne pięć lat.

## Opis

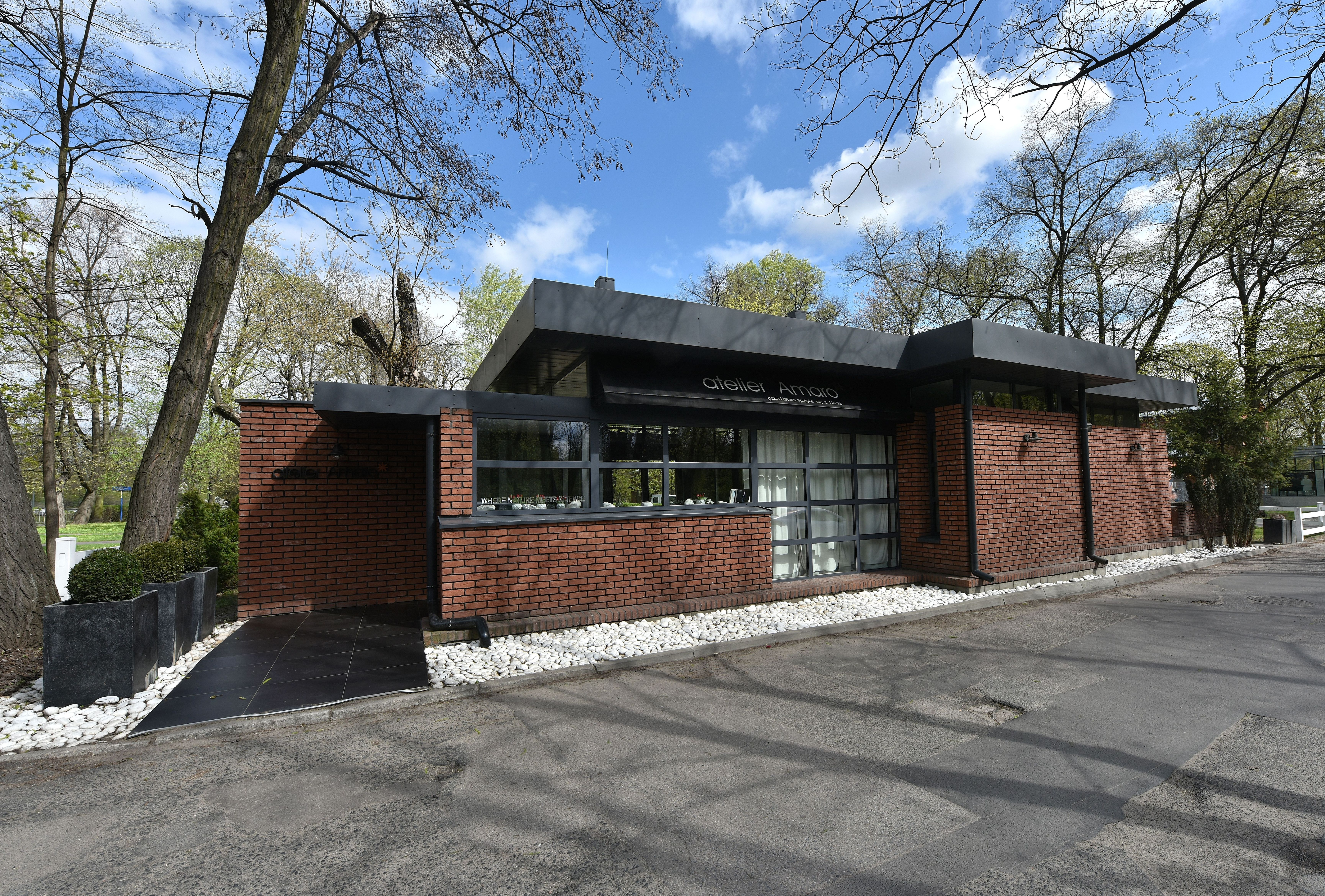
Budynek przy ul. Agrykola będący pierwszą siedzibą restauracji

Atelier Amaro było restauracją ekskluzywną, specjalizującą się w kuchni wykwintnej, oferującą autorskie dania inspirowane kuchnią polską. Nie miało stałego menu z konkretnymi potrawami, a zestaw serwowanych dań (nazywanych „momentami”) zależał od pory roku i zmieniał się co tydzień.
Część produktów używanych w restauracji pochodziła z własnego gospodarstwa rolnego.
Restauracja pierwotnie mieściła się przy ul. Agrykola 1. Od 2019 działała w biurowcu Ethos przy placu Trzech Krzyży 10/14. Zakończyła działalność w 2020 w czasie pandemii COVID-19.